# Callisia
Callisia ist eine Pflanzengattung aus der Familie der Commelinagewächse (Commelinaceae). Der botanische Name der Gattung leitet sich vom griechischen Wort kallos für ‚Schönheit‘ ab.

## Beschreibung
Die Arten der Gattung Callisia sind ausdauernde, selten einjährige oder kurzlebige krautige Pflanzen mit sukkulenten Laubblättern.
Der Blütenstand ist unterschiedlich ausgebildet. Er besteht meist aus Wickeln, die in Paaren vereinigt sind. Auffällige Brakteen sind nicht vorhanden. Die sitzenden oder gestielten Blüten sind für gewöhnlich aktinomorph und zwittrig. Ihre drei, sehr selten zwei, Kelchblätter sind gelegentlich hyalin. Die drei, sehr selten zwei, nicht miteinander verwachsenden Kronblätter sind in der Regel weiß oder rosafarben. Die sechs Staubblätter sind alle gleich oder fast alle gleich oder auf drei oder eines reduziert. Die Staubfäden sind normalerweise haarlos, manchmal jedoch bärtig. Die Staubbeutel sind beweglich und ihre Konnektive meist breit. Der Fruchtknoten ist dreifächrig und nur selten zweifächrig. In jedem Fach befinden sich zwei Samenanlagen. Sehr selten ist nur eine vorhanden. Die Narbe ist meist pinselförmig oder winzig kopfig.
Die Früchte sind kleine Kapselfrüchte. Sie enthalten Samen mit einem punktartigen Hilum.

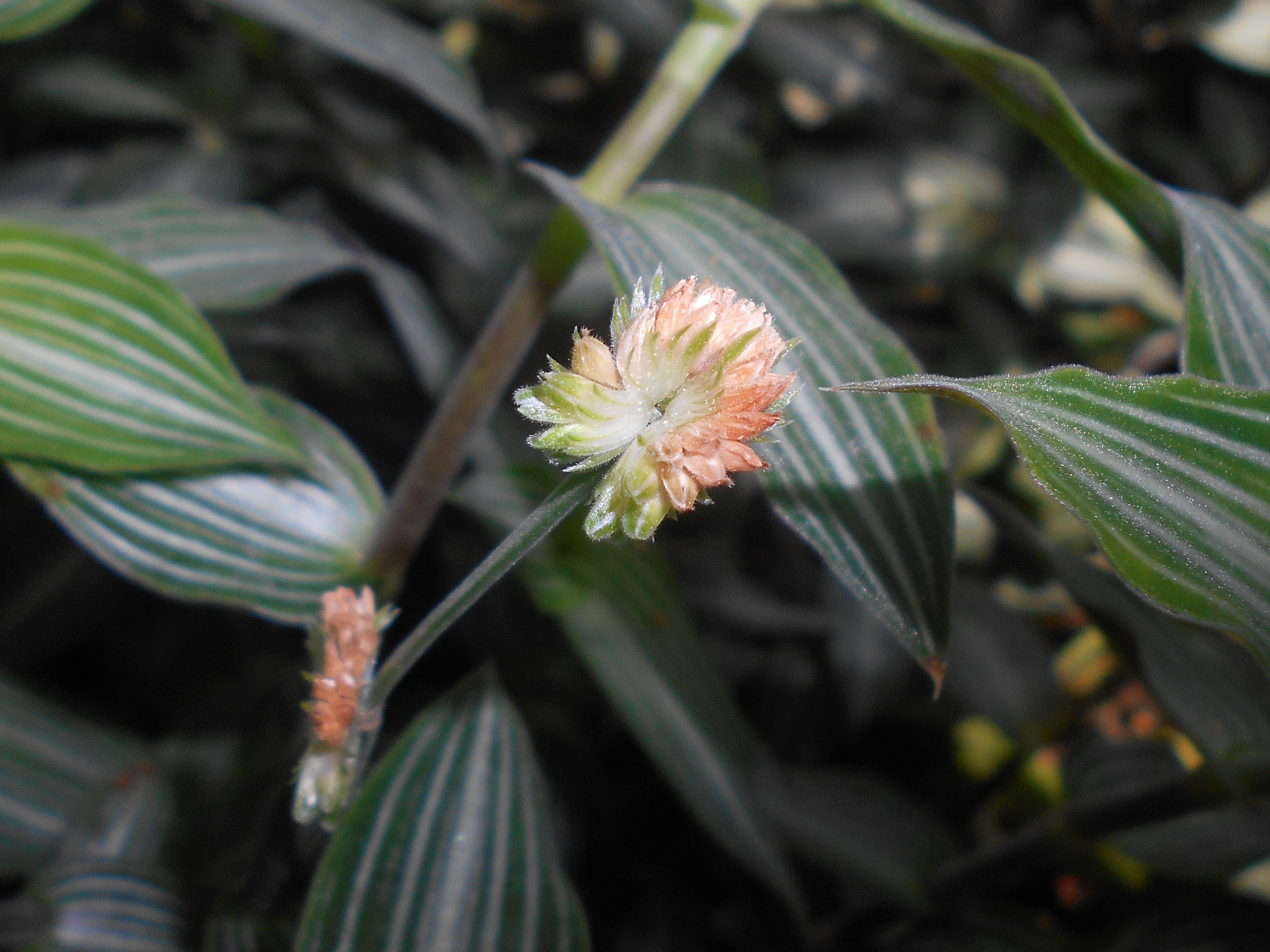
Callisia elegans

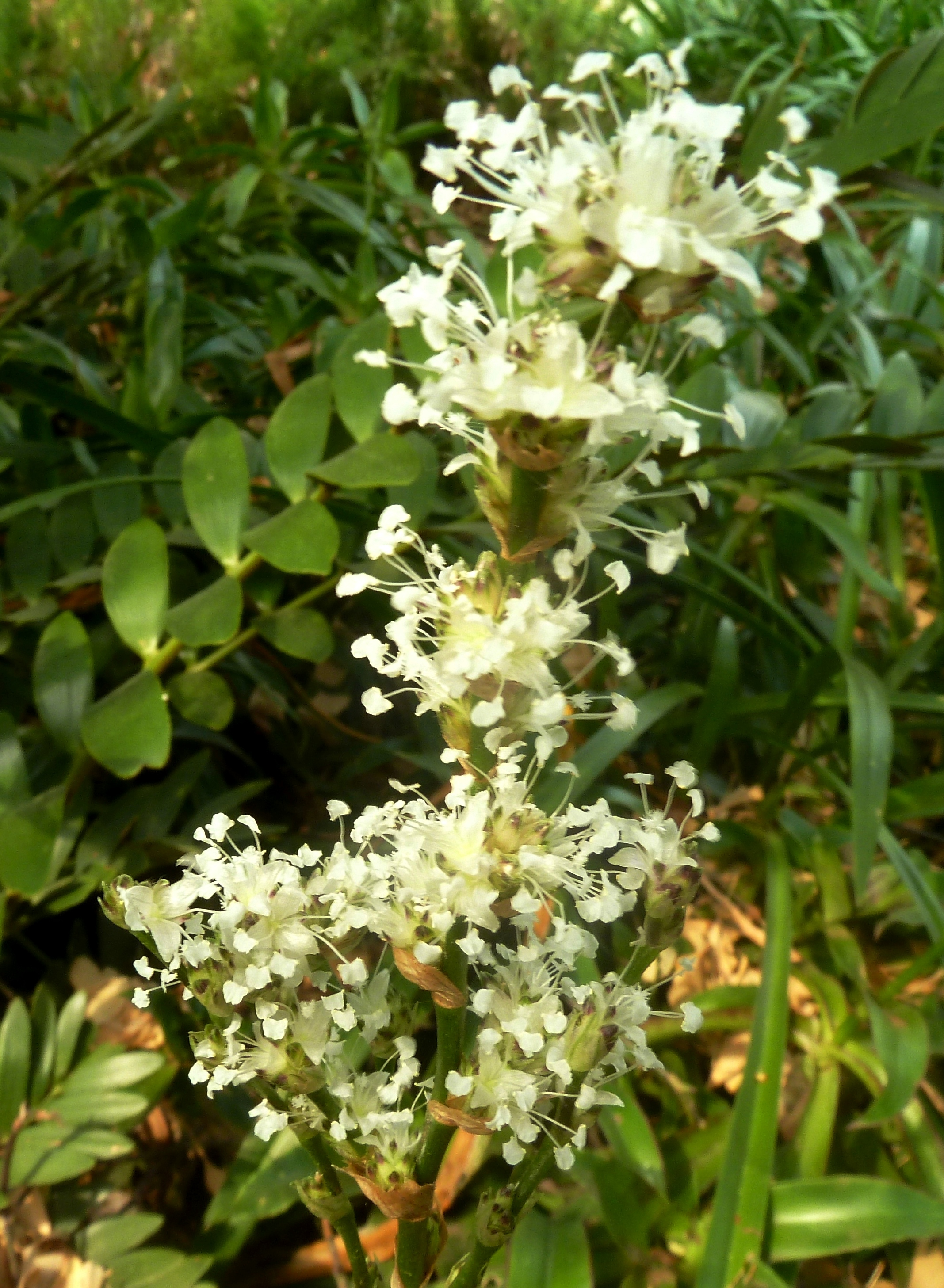
Callisia fragrans

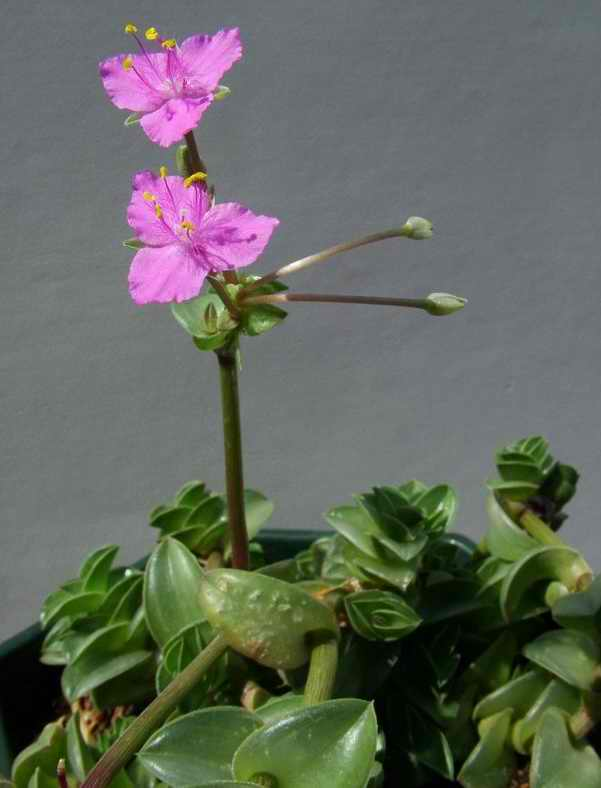
Callisia navicularis

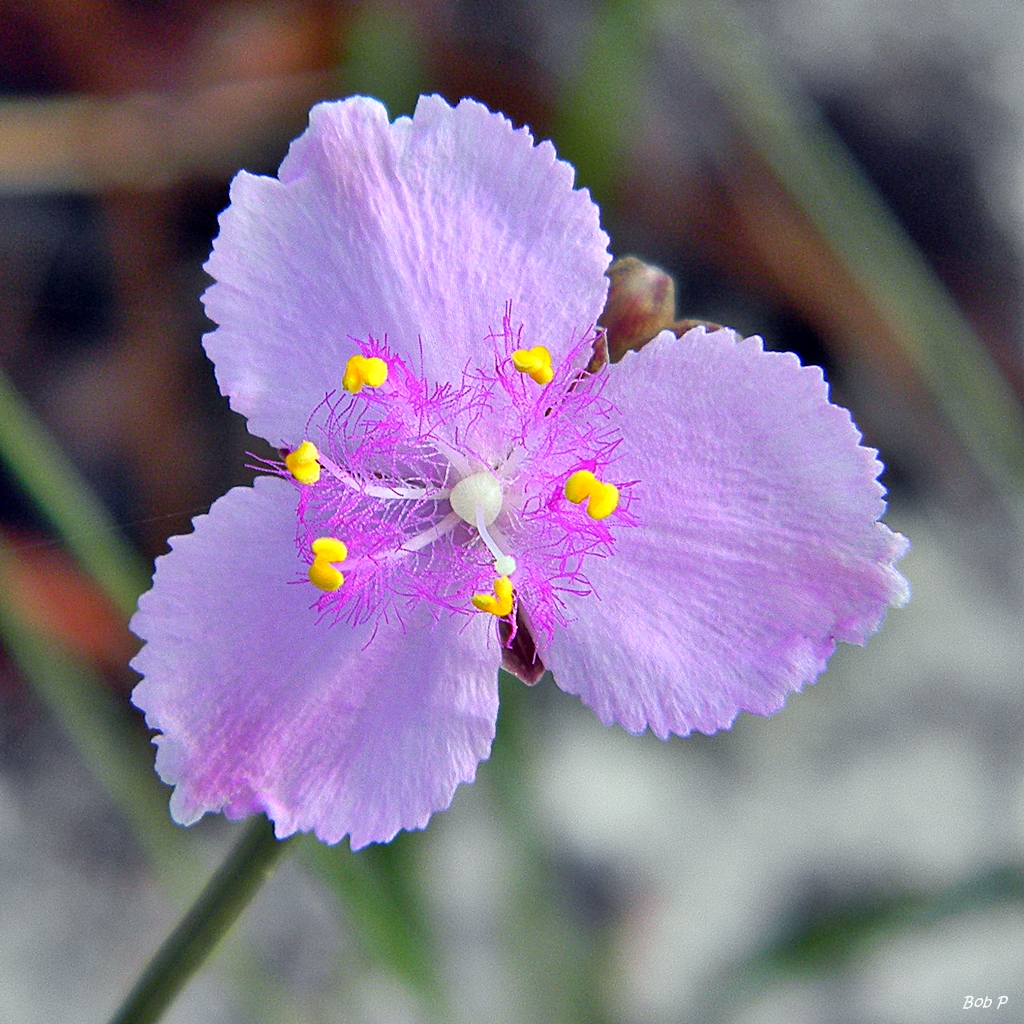
Callisia ornata

## Systematik und Verbreitung
Die Gattung Callisia ist im Südosten der Vereinigten Staaten, in Mexiko sowie im tropischen Amerika verbreitet.
Die Erstbeschreibung durch Pehr Löfling wurde 1758 veröffentlicht. Die Gattung Callisia umfasst folgende Arten:
- Callisia amplexans (Handlos) Christenh. & Byng: Sie kommt in Mexiko vor.[2]
- Callisia amplexicaulis (Klotzsch ex C.B.Clarke) Christenh. & Byng: Sie kommt von Mexiko bis Costa Rica vor.[2]
- Callisia angustifolia (B.L.Rob.) Christenh. & Byng: Sie kommt von Mexiko bis Guatemala vor.[2]
- Callisia brasiliensis (Handlos) Christenh. & Byng: Sie kommt im östlichen Brasilien vor.[2]
- Callisia ciliata Kunth: Die Heimat ist Panama und Kolumbien.
- Callisia cordifolia (Sw.) Andiers. & Woodson: Die Heimat ist das tropische Amerika nordwärts bis Florida und Georgia.
- Callisia disgrega (Kunth) Christenh. & Byng: Sie kommt von Mexiko bis Honduras vor.[2]
- Callisia diuretica (Mart.) Christenh. & Byng: Sie kommt in Brasilien, Paraguay, Uruguay und im nordöstlichen Argentinien vor.[2]
- Callisia elata (D.R.Hunt) Christenh. & Byng: Sie kommt in Brasilien vor.[2]
- Callisia encolea (Diels) Christenh. & Byng: Sie kommt im westlichen Südamerika vor.[2]
- Callisia filiformis (M.Martens & Galeotti) D.R.Hunt: Die Heimat ist Mexiko bis Brasilien mit den Kleinen Antillen.
- Callisia fragrans (Lindl.) Woodson: Die Heimat ist Mexiko.
- Callisia gentlei Matuda: Die Heimat ist das südliche Mexiko, Guatemala und Honduras. Mit drei Varietäten:
  - Callisia gentlei var. gentlei
  - Callisia gentlei var. elegans (Alexander ex H.E.Moore) D.R.Hunt
  - Callisia gentlei var. macdougallii (Miranda) D.R.Hunt
- Callisia glandulosa (Seub.) Christenh. & Byng: Sie kommt vom südlichen Venezuela bis ins nördliche Argentinien und in Trinidad vor.[2]
- Callisia gracilis (Kunth) D.R.Hunt: Das Verbreitungsgebiet reicht von Panama bis Venezuela und Peru.
- Callisia graminea (Small) G.C.Tucker: Die Heimat sind die südöstlichen USA.
- Callisia hintoniorum B.L.Turner: Die Heimat ist die Provinz Nuevo León in Mexiko.
- Callisia insignis C.B.Clarke: Die Heimat ist Mexiko.
- Callisia ionantha (Diels) Christenh. & Byng: Sie kommt im südöstlichen Peru vor.[2]
- Callisia kruseana (Matuda) Christenh. & Byng: Sie kommt in Mexiko vor.[2]
- Callisia laui (D.R.Hunt) D.R.Hunt: Die Heimat sind die Bundesstaaten Guerrero und Oaxaca in Mexiko.
- Callisia mexicana Christenh. & Byng: Sie kommt im südwestlichen Mexiko vor.[2]
- Callisia micrantha (Torr.) D.R.Hunt: Die Heimat ist das südöstliche Texas und die Provinz Tamaulipas in Mexiko.
- Callisia monandra (Sw.) Schult. & Schult.f.: Das Verbreitungsgebiet reicht von Mexiko bis ins tropische Südamerika.
- Callisia montana (Handlos) Christenh. & Byng: Sie kommt vom südlichen Mexiko bis Honduras vor.[2]
- Callisia multiflora (M.Martens & Galeotti) Standl.: Die Heimat ist Mexiko, Belize, Guatemala, Honduras und Nicaragua.
- Callisia navicularis (Ortgies) D.R.Hunt: Die Heimat ist das nordöstliche Mexiko.
- Callisia neglecta (Handlos) Christenh. & Byng: Sie kommt in Brasilien vor.[2]
- Callisia ornata (Small) G.C.Tucker: Die Heimat ist Florida und das südliche Georgia.
- Callisia palmeri (Rose) Christenh. & Byng: Sie kommt im zentralen und westlichen Mexiko vor.[2]
- Callisia purpurascens (S.Schauer) Christenh. & Byng: Sie kommt vom Mexiko bis Panama, in Bolivien und im nordwestlichen Argentinien vor.[2] Es gibt zwei Unterarten.
- Callisia repens (Jacq.) L.: Das Verbreitungsgebiet umfasst das tropische Amerika, Mexiko und das südöstliche Texas.
- Callisia rosea (Vent.) D.R.Hunt: Die Heimat sind die südöstlichen USA.
- Callisia saxicola (Greenm.) Christenh. & Byng: Sie kommt in Mexiko vor.[2]
- Callisia serrulata (Vahl) Christenh. & Byng: Sie kommt vom Mexiko bis ins tropische Südamerika vor.[2]
- Callisia silvatica (Handlos) Christenh. & Byng: Sie kommt in Mexiko vor.[2]
- Callisia soconuscensis Matuda: Die Heimat ist das südliche Mexiko und Guatemala.
- Callisia tehuantepecana Matuda: Die Heimat ist die Provinz Oaxaca in Mexiko.
- Callisia warmingiana (Seub.) Christenh. & Byng: Sie kommt in Brasilien vor.[2]
- Callisia warszewicziana (Kunth & C.D.Bouché) D.R.Hunt: Die Heimat ist Guatemala und die Bundesstaaten Veracruz und Chiapas von Mexiko.

In diesem Umfang ist die Gattung Callisia nicht monophyletisch.
Synonyme sind Aploleia Raf. (1837), Phyodina Raf. (1837), Spironema Lindl. (1840, nom. illeg. ICBN-Artikel 53.1), Cuthbertia Small (1903), Leptocallisia (Benth. & Hook.f.) Pichon (1946) und Hadrodemas H.E.Moore (1963).

## Nachweise

## Weiterführende Literatur
- Stephanie Bergamo: A phylogenetic evaluation of Callisia Loefl. (Commelinaceae) based on molecular data. Ph. D. Dissertation, University of Georgia, Athens 2003.
- D. R. Hunt: Amplification of Callisia Loefl. American Commelinaceae: XV. In: Kew Bulletin. Band 41, Nummer 2, S. 407–412 (JSTOR:4102950).
- H. E. Moore: Callisia elegans, a New Species, with notes on the Genus. In: Baileya. Band 6, 1958, S. 135–147.